# Bama (departamento)
Bama é um departamento ou comuna da província de Houet no Burkina Faso. A sua capital é Bama.
Em 1 de julho de 2018 tinha uma população estimada em 96184 habitantes.